# متاپیریلن
متاپیریلن(به انگلیسی: Methapyrilene) یک آنتی هیستامین و آنتی کولینرژیک از دسته پیریدین‌ها است که در اوایل دهه ۱۹۵۰ توسعه داده شد. این دارو با نام‌های تجاری Co-Pyronil و Histadyl EC عرضه می‌شد. اثرات آرامبخشی نسبتاً شدیدی دارد، تا حدی که استفاده اولیه از آن به عنوان دارویی برای بی خوابی بوده‌است تا داروی آنتی هیستامین.